# くらしの探索
『くらしの探索』（くらしのたんさく）は、千葉テレビ放送で放送されていた、主に柏市周辺の地域情報や、戸建住宅に関する情報を中心とした情報番組である。
本稿では、『くらしの探索』の続編となる以下の番組についても説明する。
- 『くらしの探索II』（くらしのたんさくツー） - 2011年6月から2012年5月まで放送
- 『くらしの探索III』（くらしのたんさくスリー） - 2012年6月から2012年9月まで放送

## 概要
番組の企画は、千葉県柏市にある今山住建であり、基本的には柏市を中心とした東葛地域の地域情報および住宅情報を紹介する番組である。番組名は2回変更されているが、大きな内容の差はない。柏市のほか、茨城県（主にチバテレが視聴可能である茨城県南地域）を取り上げることも少なくない。CMについても、柏市の地元企業CMが大半となっている（今山住建のほか、京北スーパーなど）。
テーマ曲は3番組共に堀内孝雄の「くらしの探索」である（この曲はCD化されていない、読みは「くらしのぼうけん」）。

## 出演者
- 音羽美咲（くらしの探索）
- 小堺翔太（小堺一機の長男、くらしの探索II・くらしの探索III）